# District Ventspils
Het district Ventspils (Lets: Ventspils rajons) was tot 2009 een district in de regio Koerland (Lets: Kurzeme) in Letland. Het district had een inwoneraantal van 14.530 en een oppervlakte van 2462 km². Dit betekent dat het gebied 5,9 inwoners per km² had. 
Het bestuurscentrum Ventspils behoorde niet tot het district, maar was een zelfstandig stadsdistrict (lielpilsētas).
De opvolger van het district is sinds 2009 de gemeente Ventspils novads.